# Raquel Sánchez-Silva

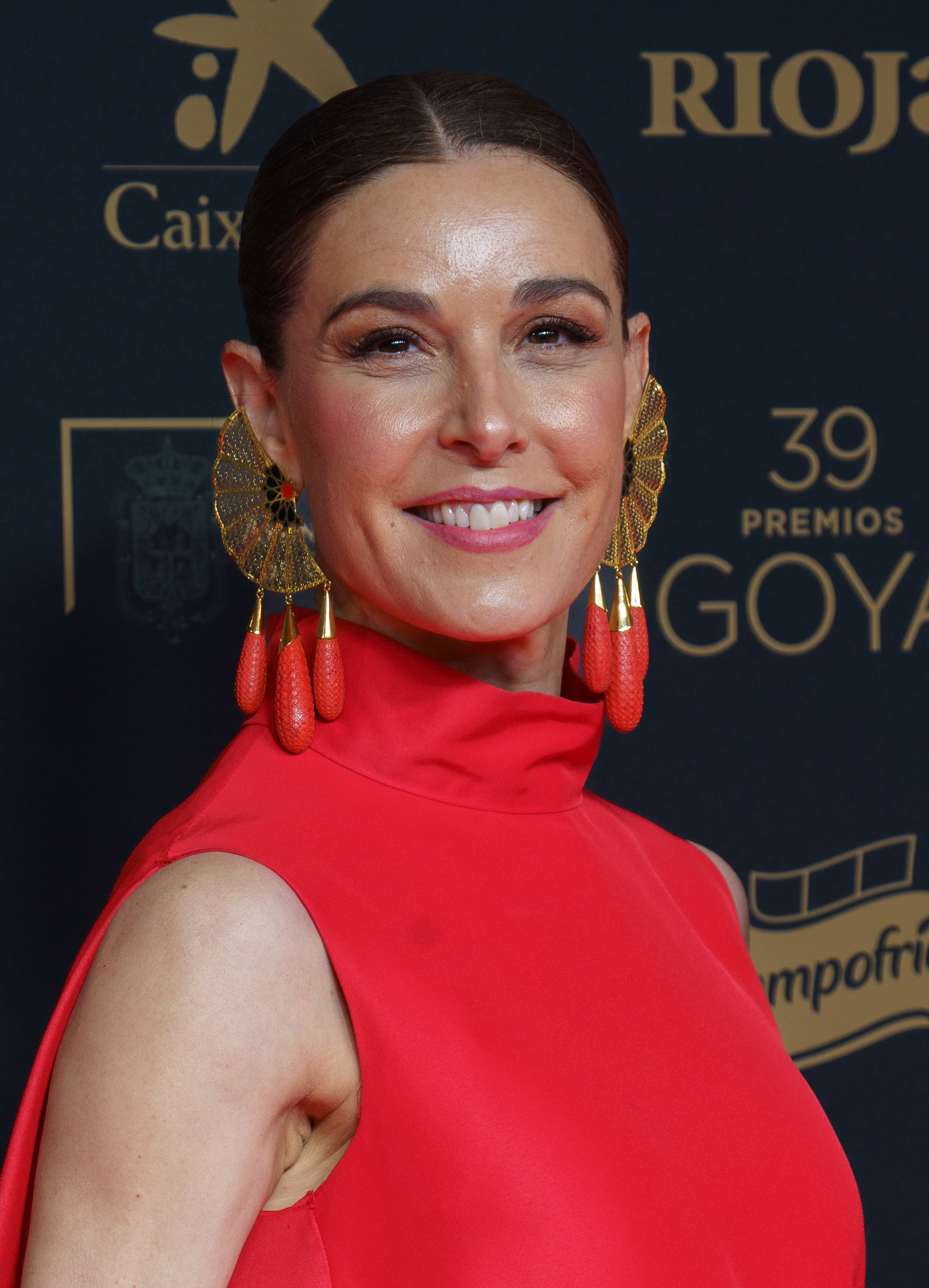
Raquel Sánchez-Silva (2025)

Raquel Sánchez-Silva (* 1973 in Plasencia) ist eine spanische Journalistin und Fernsehmoderatorin. 
Sie arbeitete als Journalistin für einen lokalen Fernsehkanal von Plasencia, für die Nachrichtensendung von Telemadrid und für Canal+ (Noche de los Oscars, La hora wiki) und Cuatro (Soy lo que como, Noche Cuatro, Idénticos, Noche Manga, Oído Cocina, Supernanny, Reportagen über Dr. House oder Grey’s Anatomy).

## Fernsehsendungen
- Expedición Imposible, (2013)
- Perdidos en la ciudad, (2012–2013)
- El Cubo, (2012)
- Perdidos en la tribu, (2012)
- Supervivientes, (2011)
- Acorralados, (2011)
- Pékin Express, (2009–2010)
- Peking Express, (2009)
- Sanfermines, (2009)
- Visto y Oído (2008)
- Ajuste de cuentas (2008)
- S.O.S. Adolescentes, (2007–2008)
- ¡Qué desperdicio!, (2007)
- Soy lo que como, (2007)
- Supernanny, (2006)
- Oído Cocina, (2006)
- Noche Cuatro, (2005)
- Superhuman (2005)
- La hora wiki (2004–2005)

## Bücher
- Cambio príncipe por lobo feroz (2008)